# 长蕊斑种草属
长蕊斑种草属（學名：Antiotrema）為紫草科的屬。多年生草本。本属有1种，分布于中国西南部。

## 下属物种
- 长蕊斑种草 Antiotrema dunnianum (Diels) Hand.-Mazz.